# 측정 수준
측정 수준(Level of measurement) 또는 측정 척도(scale of measure)는 변수에 할당된 값 내에서 정보의 특성을 설명하는 분류이다. 심리학자 스탠리 스미스 스티븐스는 명목형, 순서형, 간격형, 비율의 4가지 측정 수준 또는 척도를 사용하여 가장 잘 알려진 분류를 개발했다. 측정 수준을 구별하는 이 프레임워크는 심리학에서 유래했으며 이후 일부 학문 분야와 일부 학자에 의해 채택 및 확장되고 다른 분야에서는 비판되거나 거부되는 복잡한 역사를 가지고 있다. 다른 분류에는 모스텔러(Mosteller)와 존 튜키, 크리스만(Chrisman)의 분류가 포함된다.

## 같이 보기
- 카파 상관계수
- 로그 눈금
- 집합론
- 연결어